# Жутковатое приключение Алисы
«Жутковатое приключение Алисы» (англ. Alice’s Spooky Adventure) — черно-белый немой короткометражный фильм с анимацией, созданный Уолтом Диснеем. Вышел на экраны 1 апреля 1924 года.

## Сюжет
Дети играли в мяч возле старого дома и случайно забросили его внутрь, разбив стекло. Все мальчишки испугались идти в дом, утверждая, что там водятся приведения, и даже подрались из-за этого. Но Алиса остановила драку, пообещав вернуть мяч. Она вошла в дом и стала высматривать мяч. Неожиданно из соседней комнаты к девочке выползла коробка, но оказалось, что под ней был чёрный кот. Затем сломанная доска прижала к стене, а когда Алиса освободилась, то, пятясь, врезалась в шкаф. На неё упала белая скатерть, сделав её саму похожей на приведение. Освободившись от скатерти, она опять получает новый удар по голове и отправляется в мультяшный мир грёз.
Алиса оказывается в городе призраков и слышит крики о помощи. К ней подходит приведение и просит помочь снять балахон. Под ним оказывается кот, который благодарит девочку за спасение. Они слышат звуки музыки: это призраки собрались на концерт под открытым небом. Алиса и кот начинают танцевать, и девочка случайно бросает кота прямо на стол к призракам, играющим в маджонг. Призраки злятся и вместе с остальными призраками бросаются в погоню за котом. Но кот использует собственный хвост вместо дубинки, чтобы отбиться. Алиса задумывается, как помочь другу, и возникший у неё над головой вопросительный знак становится её оружием. Вместе с котом они побеждают всех призраков. Кот влюблён в девочку и целует ей руку.
Алиса просыпается от того, что чёрный кот лижет ей руку. Она прогоняет кота, находит мяч и выбегает из дома. Разбитое стекло обнаружил полицейский, который ищет виновника. Мальчишки убегают, а полицейский ловит Алису. Девочка оказывается в тюрьме и делает вывод: «За всё расплачивается женщина».

## Производство
Дисней закончил первый вариант фильма в феврале 1924 года вместе с двумя другими фильмами сериала Alice Comedies: Alice's Day at Sea и Alice Hunting in Africa. Они были переданы Маргарет Уинклер, которая внесла некоторые правки и выпустила Day at Sea в марте, Spooky Adventure — в апреле, а Hunting in Africa отложила до ноября.
Чуть ранее Пэт Салливан разорвал контракт с Уинклер на распространение мультфильмов о коте Феликсе. После этого Уинклер в письме к Диснею просила режиссёра использовать образ кота как можно чаще и «не бояться заставлять его совершать нелепые поступки» (использование хвоста сюрреалистичным образом было характерной особенностью мультфильмов о Феликсе).

## В ролях
- Вирджиния Дэвис — Алиса[7]
- Леон Холмс — толстый мальчик
- Спек О’Доннелл — мальчик